# Tarsatica
Denna artikel handlar om det antika Tarsatica. För den under medeltiden uppkomna bosättningen (idag en stadsdel) vars latinska namn är Tarsatica, se Trsat.

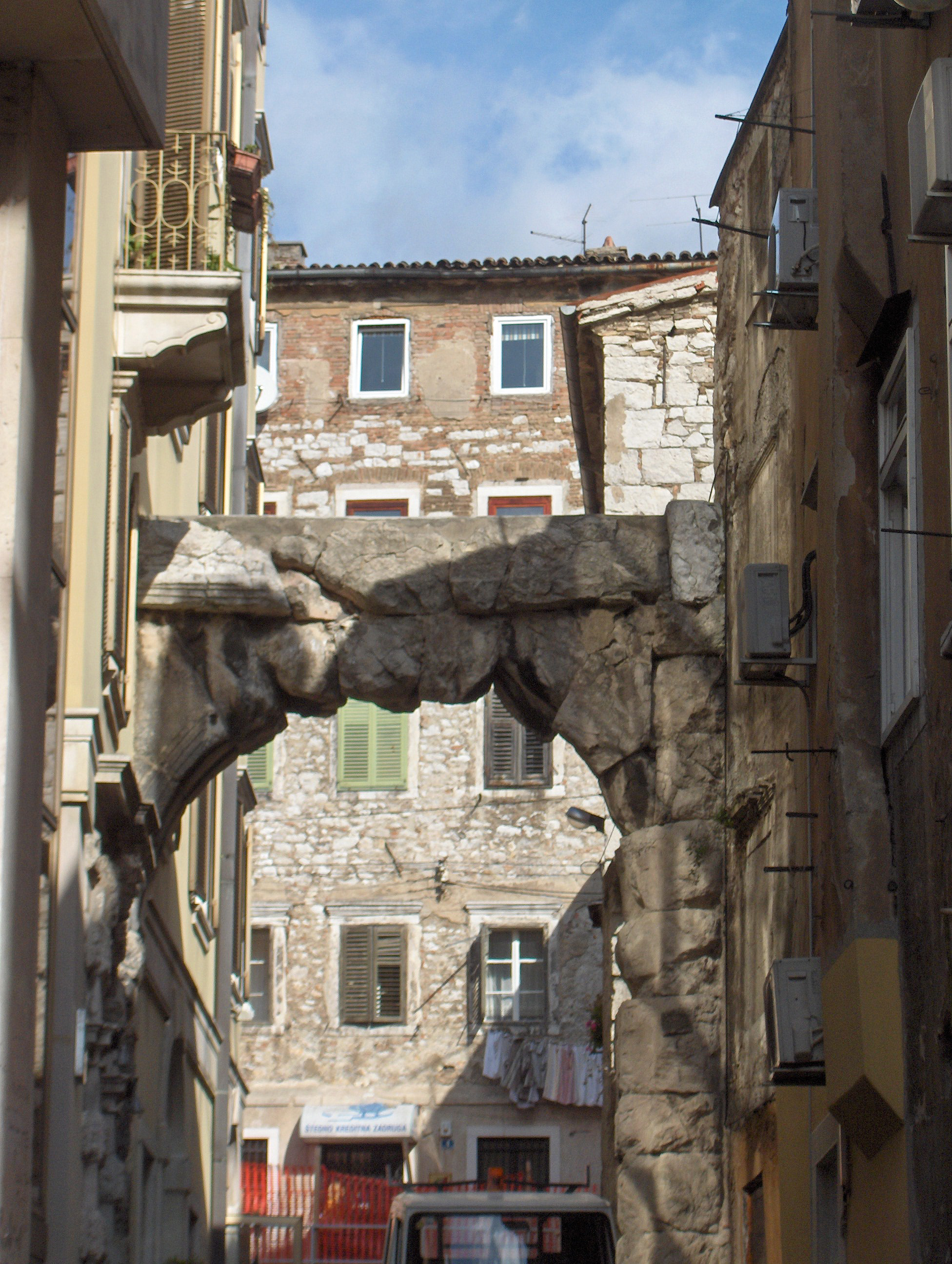
Gamla porten år 2007.

Tarsatica (kroatiska: Tarsatika) var en forntida romersk bosättning och castrum i vad som idag är Rijeka i Kroatien. Bosättningen växte fram under andra hälften av nollhundratalet vid Rječinas västra strand och mynning i Adriatiska havet, på platsen för vad som idag är Rijekas gamla stad. Den romerska bosättningen som under nollhundratalet tog form byggde på en äldre liburnisk bosättning som vuxit fram i området århundradena innan och som efter att romarna intagit området gradvis fick en romersk prägel. Det antika Tarsatica ödelades i slutet av 700-talet och anses vara den plats som det moderna Rijeka är spunnet ur. 
År 2014 invigdes den Arkeologiska parken Principia i Rijekas gamla stad. Den arkeologiska parken är belägen vid ett mindre torg där delar av Tarsaticas forna principia, det militära komplexets forna huvudbyggnad, delvis är synlig. I gamla stan finns sedan tidigare Gamla porten, Rijekas äldsta byggnadsverk, som ursprungligen var en port som ledde till Tarsaticas castrum.

## Etymologi
I historiska källor omnämns den antika bosättningen under olika namnformer, däribland 'Tarsatica', 'Tharsatico' och 'Tharsaticum'. Sista gången den omnämns under detta namn och namnformer är i frankiska källor från början av 800-talet. Namnets etymologiska ursprung är oklart men troligtvis är det den latiniserade namnformen av 'Tarsa' vilket var det namn som liburnerna använde för sin tidigare bosättning. Det liburniska namnet kan möjligtvis vara av keltiskt ursprung med betydelsen 'berget vid floden' vilket enligt denna hypotes skulle styrka kelternas närvaro och inflytelse i området årtusendet före vår tideräkning. 
Efter att det antika Tarsatica raserats år 799 växte en ny bosättning upp på en höjd bredvid den forna bosättningen. Invånarna som flytt det raserade Tarsatica kallade den nya bosättningen för Trsat vilket är en slaviserad form av det latinska Tarsatica. Namnet för det antika Tarsatica vid Rječinas mynning tycks på så vis ha förflyttats till den nya bosättningen, idag en stadsdel i Rijeka. Den slaviserade namnformen speglar det faktum att slaviska folkstammar under folkvandringstiden hade invandrat och bosatt sig i området. Att den nya bosättningen kallades Trsat antyder att det forna Tarsaticas invånare redan vid dess förstörelse var präglade av den slaviska kulturen och språket.  

## Historik
Det ursprungligen liburniska Tarsatica omnämns i den grekiske historiken och geografen Strabons verk som en av bosättningarna längs den östra adriatiska kusten. Tarsaticas existens bekräftas senare i Plinius den äldres verk Naturalis Historia. Enligt denne hade Tarsatica existerat sedan kejsar Augustus tid och under nytt inflytande vuxit till en stad. Som den ende grekiske geografen omnämner han även floden Rječina under det grekiska namnet Oieneus fl. På Plinius den äldres karta framhävs floden som gränsen mellan de antika folkslagen histrier och japoder. 

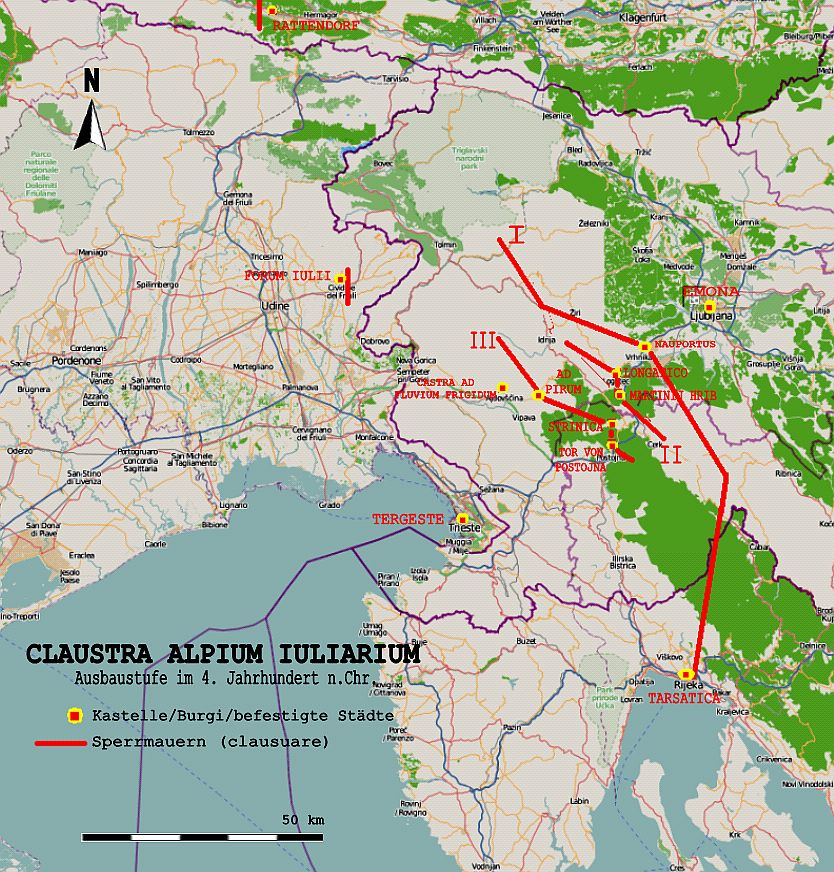
Tyskspråkig karta som visar den av romarna upprättade försvarslinjen Claustra Alpium Iuliarum.

Arkeologiska fyndigheter visar att bosättningen gradvis tog form århundradet innan vår tideräkning och att den på nollhundratalet hade utvecklats till en romersk handelspost (emporia). Under Pax Romana utvecklades staden till en romersk kommun (municipium) med egen senat och domare. Från 200-talets mitt plågades det romerska riket från intrång av barbariska folkstammar och åtgärder vidtogs för att skydda rikets centrala delar. En försvarszon kallad Praetentura Italiae et Alpium upprättades i vad som idag är nordöstra Italien, västra Slovenien och nordvästra Kroatien. I samband med detta skapades den romerska prokuratorska provinsen Liburnia som i administrativ bemärkelse avskildes från Dalmatia. Liburnia liksom troligtvis det antika Tarsatica kom att ingå i den av romarna upprättade försvarszonen. 
Arkeologiska utgrävningar visar att ett militärkomplex (castrum) med en central militär huvudbyggnad (principia) uppfördes i Tarsatica under kejsar Gallienus regeringstid, alltså någon gång mellan åren 253–268, och att staden då hade en viktig strategisk betydelse. Under 300-talet tilltog attackerna från barbariska folkslag och romarna lät uppföra försvarslinjen Claustra Alpium Iuliarum som var en förstärkning av en äldre försvarslinje. Det antika Tarsatica med sitt strategiska läge vid havet tros ha ingått i denna försvarslinje. Vid denna tid förstärktes även stadsmurarna. Trots detta förstördes den centrala militära byggnaden i slutet av 300-talet eller i början av 400-talet. Förstörelsen av den militära byggnaden kan möjligtvis sättas i samband med visigoternas instrång i området. Den kom efter förstörelsen inte att användas mer, varken som militär eller civil byggnad.               
I slutet av 400-talet hade det antika Tarsatica återuppbyggts men föga är känt om stadens vidare utveckling. Tarsatica omnämns först i frankiska källor från 800-talet där det framgår att den frankiska markgreven Erik år 799 dödats i ett slag mellan frankerna och Tarsaticas invånare. Tarsatica ska därefter ha ödelagts av frankerna, möjligtvis som hämnd för den dödade markgreven. Lokalinvånarna flydde därefter till en höjd 138 m ö.h. i närheten av det raserade Tarsatica och lät där grunda en ny bosättning som de kallade Trsat. Platsen för det antika Tarsatica, idag Rijekas gamla stad, kom under ledning av Duinogrevarna åter att befolkas på 1200-talet.